# Büyükkarakuyu, Yavuzeli
Büyükkarakuyu là một xã thuộc huyện Yavuzeli, tỉnh Gaziantep, Thổ Nhĩ Kỳ. Dân số thời điểm năm 2011 là 2.389 người.